# Biot-Zahl
Die Biot-Zahl (Formelzeichen: Bi, nach Jean-Baptiste Biot) ist eine dimensionslose Kennzahl der Thermodynamik und der Strömungsmechanik.
Sie wird wie die Fourier-Zahl für die Berechnung von Erwärmungs- und Abkühlungsvorgängen verwendet und gibt beim Wärmetransport durch die Oberfläche eines Körpers das Verhältnis des Wärme(leit)widerstandes des Körpers zum Wärmeübergangswiderstand des umgebenden Mediums an:
{\displaystyle {\mathit {Bi}}={\frac {R_{\mathrm {th} }}{R_{\mathrm {s} }}}.}
Für eine ebene Geometrie gilt:
{\displaystyle R_{\mathrm {th} }={\frac {L}{\lambda _{\mathrm {s} }\cdot A}};\qquad R_{\mathrm {s} }={\frac {1}{\alpha \cdot A}}}
{\displaystyle \Rightarrow {\mathit {Bi}}={\frac {\alpha \cdot L}{\lambda _{\mathrm {s} }}}}
mit
- L = charakteristische Länge des festen Körpers, z. B. die Schichtdicke, die erwärmt werden muss,
- A = Querschnittsfläche des festen Körpers
- λs = spezifische Wärmeleitfähigkeit des festen Materials (s = solid)
- α = (spezifischer) Wärmeübergangskoeffizient an das strömende Fluid.

Damit wird die Biot-Zahl formal gleich der Nußelt-Zahl gebildet, bei der jedoch statt λs die spezifische Wärmeleitfähigkeit λl des Fluids verwendet wird und L eine andere Bedeutung hat.
Eine große Biot-Zahl besagt, dass Temperaturunterschiede innerhalb des festen Körpers größer sind als in der Grenzschicht des Fluids, sodass eine Verbesserung des äußeren Wärmeübergangs, z. B. durch erzwungene statt freier Konvektion, den Prozess nicht wesentlich beschleunigt. Wichtig ist dieser Zusammenhang zum Beispiel beim industriellen Auftauen und Einfrieren von Lebensmitteln.
Die Ähnlichkeitstheorie besagt, dass die Temperaturfelder zweier geometrisch ähnlicher Aufbauten ähnlich sind, wenn ihre Biot-Zahlen gleich sind, unabhängig vom Maßstab.